# Parlamentsvalget i Ungarn 2006
Parlamentsvalget i Ungarn 2006 blev afholdt den 9. april og 23. april 2006. Valget var det femte frie valget efter kommunismens sammenbrud. Systemet er baseret på partilister og valg i enkelte valgkredse. Statsminister Ferenc Gyurcsány fra socialistpartiet Magyar Szocialista Párt vandt valget og fortsatte en regerings koalition med det liberale Szabad Demokraták Szövetsége – a Magyar Liberális Párt.

## Resultater
| Parti       | Stemmer i % | Mandater | Mandater i % |
| ----------- | ----------- | -------- | ------------ |
| MSzP        | 43,21       | 186      | 49,07        |
| SzDSz       | 6,50        | 18       | 4,75         |
| Fidesz/KDNP | 42,03       | 164      | 43,27        |
| MDF         | 5,04        | 11       | 2,90         |
| Jobbik      | 2,02        | 0        | 0            |
| andre       | 0,84        | 0        | 0            |